# Блайт Мастерс
Блайт Мастерс (англ. Blythe Masters, 22 березня 1969, Оксфорд) — англійська економістка, колишня топ-менеджерка банку JPMorgan Chase. Вважається головною розробницею концепції кредитних дефолтних свопів (credit default swaps, CDS).

## Біографія
Блайт Мастерс народилася в Оксфорді, Велика Британія. Вона навчалася у Королівській школі у Кентерберзі. У 1991 році закінчила Триніті Коледж у Кембриджі, за спеціалізацією економіка. Мастерс почала працювати у JPMorgan Chase у 1991 році, після проходження декількох стажувань. Вона відповідала за кредитні деревативи. Мастерс стала виконавчою директоркою проекту у 28 років. З 2001 по 2004 рік Мастерс працювала у главі відділів банку з кредитної політики та стратегій. З 2004 по 2007 рік - головною фінансовою директоркою J.P. Morgan’s Investment Bank.